# Mike Amigorena
Mike Amigorena (Maipú, Mendoza, 30 de maio de 1972) é um ator da televisão argentina.